# Lista de cruzadores pesados do Japão

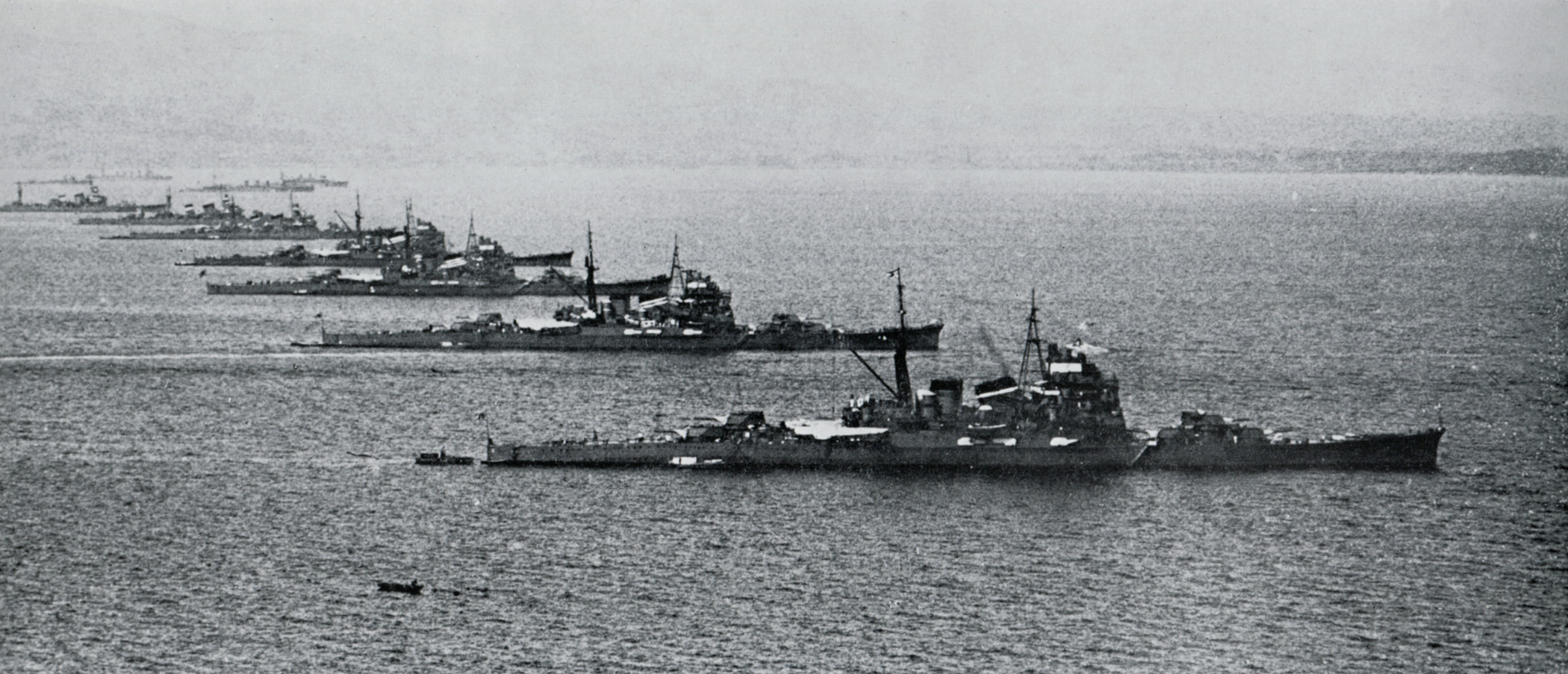
Cruzadores pesados das Classes Furutaka, Aoba e Takao em Shinagawa, outubro de 1935

A Marinha Imperial Japonesa construiu uma série de cruzadores pesados entre as décadas de 1920 e 1940. As primeiras embarcações construídas foram aquelas da Classe Furutaka, que originalmente seria composta por quatro navios; entretanto, os dois últimos foram modificados ainda durante sua construção para receberam novas torres de artilharia recém projetadas, assim tornaram-se a separada Classe Aoba. Seus sucessores foram os cruzadores da Classe Myōkō, os primeiros projetados para cumprirem os termos do Tratado Naval de Washington de 1922, mas que mesmo assim excederam os limites impostos, enquanto a seguinte Classe Takao teve seu projeto baseado naquele da Classe Myōkō com modificações.
O Tratado Naval de Londres de 1930 limitou o Japão a um total de doze cruzadores pesados, número já alcançado até então. Consequentemente, a Marinha Imperial encomendou a Classe Mogami como cruzadores rápidos armados com canhões de 155 milímetros, porém as embarcações foram projetadas para terem essas armas trocadas por canhões de 203 milímetros com facilidade, o que foi feito no final da década depois dos japoneses terem abandonado o tratado. Os dois últimos navios da classe tiveram seus projetos alterados na construção para atuarem como cruzadores de reconhecimento e tornaram-se a Classe Tone, recebendo a incomum característica de ter toda sua bateria principal na proa e ter a popa dedicada para operações de hidroaviões. A última classe de cruzadores pesados japoneses foi a Classe Ibuki, que era muito baseada no projeto da Classe Mogami.
Todos os cruzadores lutaram na Guerra do Pacífico durante a Segunda Guerra Mundial, participando do Ataque a Pearl Harbor, das batalhas das Filipinas, Mar de Coral, Midway e das campanhas das Ilhas Salomão, Ilhas Marianas e Palau, Filipinas e outras operações. O Mikuma foi afundado em junho de 1942 em Midway, enquanto o Furutaka, Kako e Kinugasa foram afundados em outubro e novembro em confrontos da Campanha de Guadalcanal. O Atago, Maya, Chōkai, Mogami, Suzuya e Chikuma afundaram em outubro de 1944 na Batalha do Golfo de Leyte, seguidos um mês depois pelo Nachi e Kumano. O Aoba, Haguro, Ashigara e Tone foram afundados por ataques aéreos e submarinos em 1945. O Myōkō e o Takao foram capturados pela Marinha Real Britânica ao final da guerra e deliberadamente afundados em 1946. O Ibuki foi convertido em um porta-aviões rápido durante sua construção, porém nunca entrou em serviço e foi desmontado depois da guerra, enquanto um navio irmão foi cancelado e desmontado sem ser finalizado.
| Armas principais | Número e tamanho dos canhões da bateria principal         |
| Deslocamento     | Deslocamento do navio totalmente carregado                |
| Propulsão        | Número e tipo do sistema de propulsão e velocidade máxima |
| Batimento        | Data em que o batimento de quilha ocorreu                 |
| Lançamento       | Data em que o navio foi lançado ao mar                    |
| Comissionamento  | Data em que o navio foi comissionado em serviço           |
| Destino          | Fim que o navio teve                                      |

## ClasseFurutaka

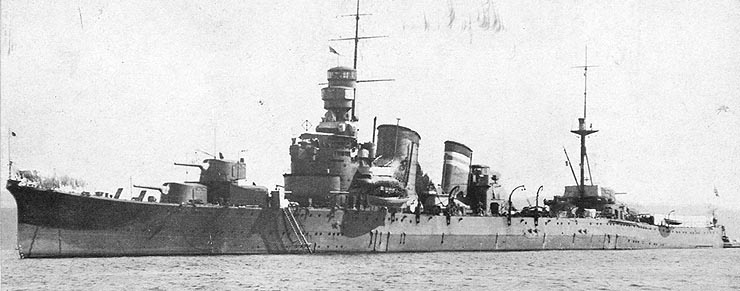
O Furutaka c. 1930–1932

A Classe Furutaka foi a primeira de cruzadores pesados japoneses e seus navios foram projetados para serem superiores à Classe Omaha da Marinha dos Estados Unidos e à Classe Hawkins da Marinha Real Britânica. As embarcações foram originalmente armadas com seis canhões de 203 milímetros em seis torres de artilharia únicas, porém passaram por um grande processo de modernização na década de 1930 em que foram substituídos por seis canhões em três torres duplas. Essas modernizações também fortaleceram seu armamento antiaéreo, substituíram suas caldeiras e seus tubos de torpedo e reconstruíram sua superestrutura. Medidas para economizar peso foram implementadas, porém mesmo assim as embarcações ficaram com sobrepeso, afetando seu desempenho.
O Furutaka e o Kako serviram na Divisão de Cruzadores 5 após entrarem em serviço. Na Segunda Guerra Mundial, deram apoio para as invasões da Ilha Wake e Guam em 1941. No início do ano seguinte participaram dos estágios iniciais da Campanha da Nova Guiné, dando cobertura para as invasões de Rabaul, Kavieng, Lae e Salamaua. Em seguida apoiaram as invasões iniciais da Campanha nas Ilhas Salomão e em maio estiverem presentes na Batalha do Mar de Coral. Os cruzadores depois foram designados para apoiarem a Campanha de Guadalcanal e lutaram na Batalha da Ilha Savo em agosto, quando enfrentaram uma força de cruzadores e contratorpedeiros norte-americanos. Ambos saíram ilesos, porém o Kako foi afundado no dia seguinte enquanto recuava depois de ser torpedeado três vezes pelo submarino USS S-44. O Furutaka lutou em outubro da Batalha do Cabo Esperança, sendo afundado depois de ser torpedeado e alvejado pelas forças norte-americanas.
| Navio           | Armas principais | Deslocamento | Propulsão                            | Serviço          | Serviço           | Serviço         | Serviço           |
| Navio           | Armas principais | Deslocamento | Propulsão                            | Batimento        | Lançamento        | Comissionamento | Destino           |
| --------------- | ---------------- | ------------ | ------------------------------------ | ---------------- | ----------------- | --------------- | ----------------- |
| Furutaka (古鷹) | 6 × 203 mm       | 9 540 t      | 4 turbinas a vapor; 34 nós (63 km/h) | dezembro de 1922 | fevereiro de 1925 | março de 1926   | Afundados em 1942 |
| Kako (加古)     | 6 × 203 mm       | 9 540 t      | 4 turbinas a vapor; 34 nós (63 km/h) | novembro de 1922 | abril de 1925     | julho de 1926   | Afundados em 1942 |

## ClasseAoba

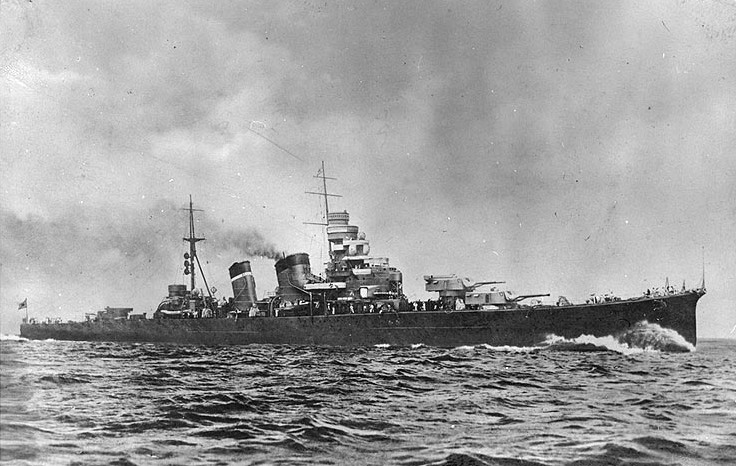
O Aoba c. 1927–1929

As construções do Aoba e do Kinugasa começaram originalmente como membros da Classe Furutaka, porém o Estado-Maior Naval da Marinha Imperial Japonesa pressionou a Seção de Projetos Básicos para que todos os quatro navios fossem equipados com a recém projetada torre de artilharia de 203 milímetros dupla. Já era muito tarde para modificar o Furutaka e o Kako, assim apenas o Aoba e o Kinugasa receberam as novas torres e foram considerados uma classe separada. Outras modificações em relação à Classe Furutaka incluíram uma superestrutura remodelada, bateria secundária reformulada e a adição de uma catapulta de lançamento de aeronaves. Assim como seus predecessores, o Aoba e o Kinugasa ficaram acima do peso, o que afetava sua performance.
Os navios serviram nas Divisões de Cruzadores 5, 6 e 7 durante o período de paz. Ambos apoiaram as invasões da Ilha Wake e Guam em dezembro de 1941, no início do envolvimento japonês na Segunda Guerra Mundial. No mês seguinte deram suporte para as invasões de Rabaul e Kavieng e em fevereiro para as invasões de Lae e Salamaua. Participaram da Batalha do Mar de Coral em maio e alguns meses depois da Campanha de Guadalcanal. Estiverem presentes nas batalhas da Ilha Savo em outubro e Cabo Esperança em novembro, com o Aoba sendo seriamente danificado nesta última depois de ser atingido por quarenta disparos inimigos, o que levou também à morte do contra-almirante Aritomo Gotō. O Kinugasa foi afundado por ataques aéreos em novembro durante a Primeira Batalha Naval de Guadalcanal. O Aoba passou a maior parte de 1943 e 1944 navegando entre bases até outubro, quando foi torpedeado por um submarino e depois atacado por aeronaves norte-americanas. Seus danos foram considerados irreparáveis e foi colocado na reserva. Permaneceu em Kure até 1945, quando foi afundado em abril por mais ataques aéreos, com seus destroços sendo desmontados após a guerra.
| Navio           | Armas principais | Deslocamento | Propulsão                            | Serviço           | Serviço          | Serviço          | Serviço            |
| Navio           | Armas principais | Deslocamento | Propulsão                            | Batimento         | Lançamento       | Comissionamento  | Destino            |
| --------------- | ---------------- | ------------ | ------------------------------------ | ----------------- | ---------------- | ---------------- | ------------------ |
| Aoba (青葉)     | 6 × 203 mm       | 8 900 t      | 4 turbinas a vapor; 34 nós (63 km/h) | fevereiro de 1924 | setembro de 1926 | setembro de 1927 | Desmontado em 1946 |
| Kinugasa (衣笠) | 6 × 203 mm       | 8 900 t      | 4 turbinas a vapor; 34 nós (63 km/h) | outubro de 1924   | outubro de 1926  | setembro de 1927 | Afundado em 1942   |

## ClasseMyōkō

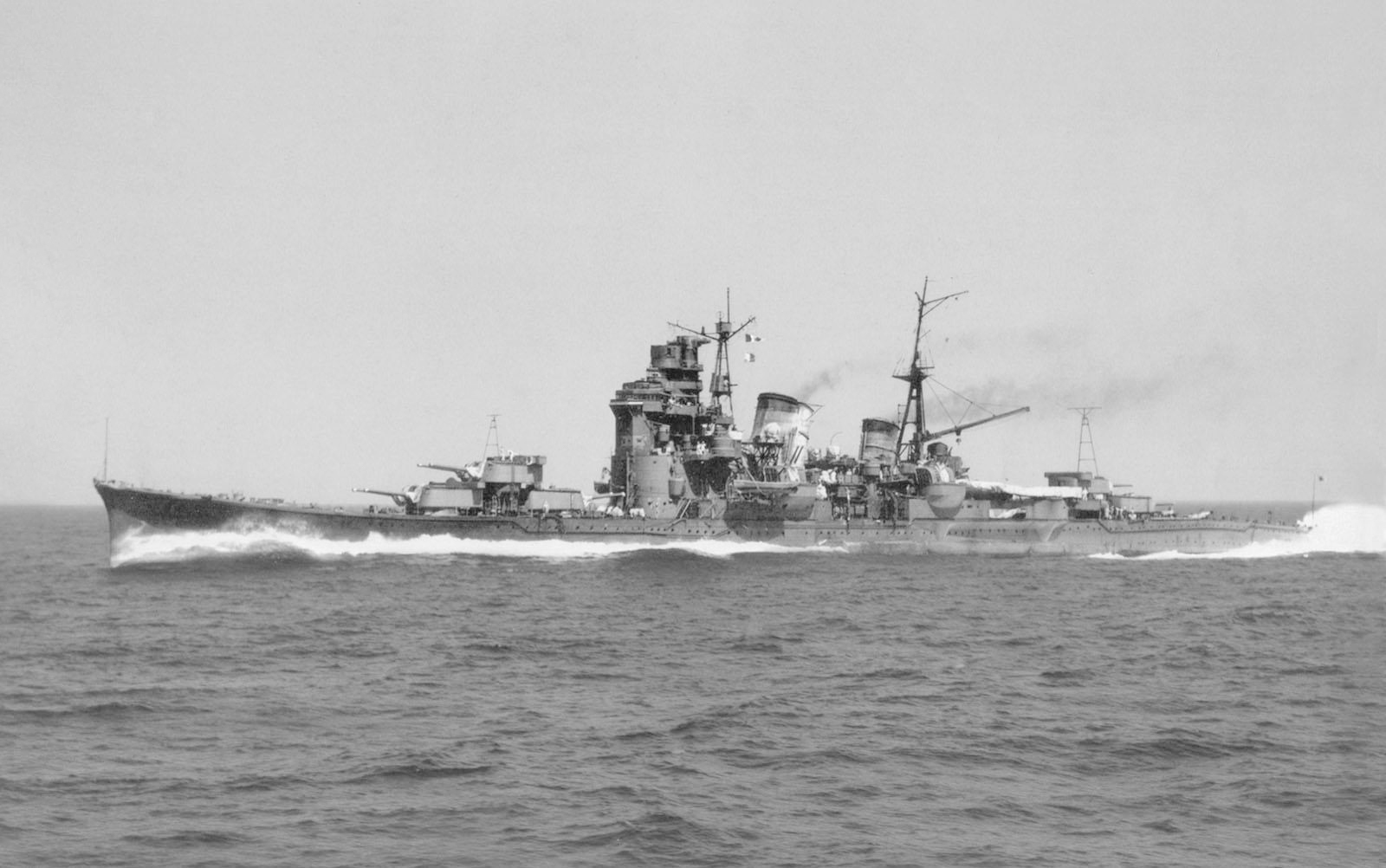
O Myōkō em 1941

A Classe Myōkō foi a primeira da Marinha Imperial a ser projetada para atender aos termos do Tratado Naval de Washington de 1922, que limitava cruzadores a dez mil toneladas de deslocamento. Os navios receberam uma bateria principal de dez canhões de 203 milímetros com o objetivo de serem superiores a quaisquer cruzadores projetados para outras marinhas e inicialmente não seriam equipados com torpedos para economizar peso. Entretanto, a seção de armamentos do Departamento Técnico da Marinha pressionou os projetistas para a adição de tubos de torpedo, pois os novos e poderosos torpedos Tipo 93 já estavam em desenvolvimento; isto foi acatado. As embarcações da classe acabaram ficando com um sobrepeso, aumentando seu calado em mais de um metro.
Os cruzadores escoltaram tropas para Zhoushan em agosto de 1937 no início da Segunda Guerra Sino-Japonesa, com o Myōkō participando em maio de 1938 da invasão de Amoy. Os navios envolveram-se na invasão das Filipinas em dezembro de 1941, proporcionando cobertura para ações de desembarque. Em fevereiro de 1942 lutaram na Batalha do Mar de Java, quando afundaram várias embarcações holandesas e britânicas, incluindo o cruzador pesado HMS Exeter. O Myōkō e o Haguro fizeram parte da Batalha do Mar de Coral em maio e depois integraram a força de suporte na Batalha de Midway em junho junto com seus irmãos, porém não entraram em combate. Realizaram ações em suporte a Campanha de Guadalcanal e passaram a maior parte dos dois anos seguintes movimentando-se entre bases, ocasionalmente entrando em confrontos com forças inimigas. Os quatro lutaram na Batalha do Golfo de Leyte em outubro de 1944, enquanto no mês seguinte o Nachi foi afundado por aeronaves do porta-aviões USS Lexington. O Haguro foi afundado por contratorpedeiros britânicos em maio de 1945, com o Ashigara afundando no mês seguinte depois de ser torpedeado pelo submarino HMS Trenchant. O Myōkō fora danificado no Golfo de Leyte e foi capturado pelos britânicos depois da guerra, sendo deliberadamente afundado no Estreito de Malaca em julho de 1946.
| Navio           | Armas principais | Deslocamento | Propulsão                            | Serviço          | Serviço       | Serviço          | Serviço           |
| Navio           | Armas principais | Deslocamento | Propulsão                            | Batimento        | Lançamento    | Comissionamento  | Destino           |
| --------------- | ---------------- | ------------ | ------------------------------------ | ---------------- | ------------- | ---------------- | ----------------- |
| Myōkō (妙高)    | 10 × 203 mm      | 14 980 t     | 4 turbinas a vapor; 35 nós (65 km/h) | outubro de 1924  | abril de 1927 | julho de 1929    | Afundado em 1946  |
| Nachi (那智)    | 10 × 203 mm      | 14 980 t     | 4 turbinas a vapor; 35 nós (65 km/h) | novembro de 1924 | junho de 1927 | novembro de 1928 | Afundado em 1944  |
| Haguro (羽黒)   | 10 × 203 mm      | 14 980 t     | 4 turbinas a vapor; 35 nós (65 km/h) | março de 1925    | março de 1928 | abril de 1929    | Afundados em 1945 |
| Ashigara (足柄) | 10 × 203 mm      | 14 980 t     | 4 turbinas a vapor; 35 nós (65 km/h) | abril de 1925    | abril de 1928 | agosto de 1929   | Afundados em 1945 |

## ClasseTakao

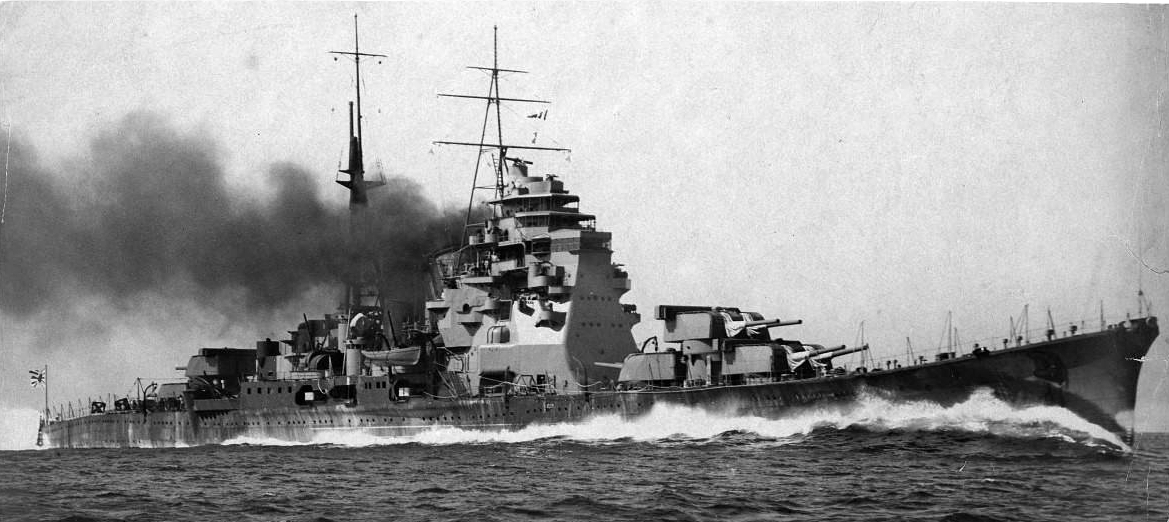
O Takao em 1932

O projeto da Classe Takao foi muito inspirado na Classe Myōkō e implementou várias alterações e aprimoramentos que tinham o objetivo de retificar questões encontradas em seus predecessores. Estas incluíram uma blindagem mais espessa e elevação dos tubos de torpedo em um convés a fim de aumentar a segurança. A classe também foi projetada para se adequar aos limites do Tratado Naval de Washington, porém novamente os navios ficaram com sobrepeso e tinham problemas de estabilidade, algo que foi piorado por sua enorme superestrutura e pelo fato de muitos componentes terem ficado mais pesados do que o esperado.
O Takao, Atago e Chōkai perseguiram a Força Z britânica depois do início da invasão da Malásia, enquanto o Maya deu apoio para a invasão das Filipinas. Por 1942 os navios da classe participaram de diversas operações, como as invasões das Índias Orientais Holandesas e das Ilhas Aleutas, além de operações na Campanha de Guadalcanal, incluindo as batalhas das Salomão Orientais, Ilhas Santa Cruz e Naval de Guadalcanal. Passaram a maior parte de 1943 e 1944 navegando entre diferentes bases, tendo confrontos ocasionais com forças norte-americanas. Todos estiverem presentes na Batalha do Mar das Filipinas em junho de 1944 e depois em outubro na Batalha do Golfo de Leyte, quando o Atago e Maya foram afundados por submarinos e o Chōkai por ataques aéreos. O Takao foi seriamente danificado por dois torpedos e recuou para Singapura, sendo considerado irreparável e utilizado como bateria antiaérea flutuante no local. Foi capturado pelos britânicos ao final da guerra e deliberadamente afundado no Estreito de Malaca em outubro de 1946.
| Navio         | Armas principais | Deslocamento | Propulsão                            | Serviço          | Serviço          | Serviço         | Serviço           |
| Navio         | Armas principais | Deslocamento | Propulsão                            | Batimento        | Lançamento       | Comissionamento | Destino           |
| ------------- | ---------------- | ------------ | ------------------------------------ | ---------------- | ---------------- | --------------- | ----------------- |
| Takao (高雄)  | 10 × 203 mm      | 15 490 t     | 4 turbinas a vapor; 35 nós (65 km/h) | abril de 1927    | maio de 1930     | maio de 1932    | Afundado em 1946  |
| Atago (愛宕)  | 10 × 203 mm      | 15 490 t     | 4 turbinas a vapor; 35 nós (65 km/h) | abril de 1927    | junho de 1930    | março de 1932   | Afundados em 1944 |
| Maya (摩耶)   | 10 × 203 mm      | 15 490 t     | 4 turbinas a vapor; 35 nós (65 km/h) | dezembro de 1928 | novembro de 1930 | junho de 1932   | Afundados em 1944 |
| Chōkai (鳥海) | 10 × 203 mm      | 15 490 t     | 4 turbinas a vapor; 35 nós (65 km/h) | março de 1928    | abril de 1931    | junho de 1932   | Afundados em 1944 |

## ClasseMogami

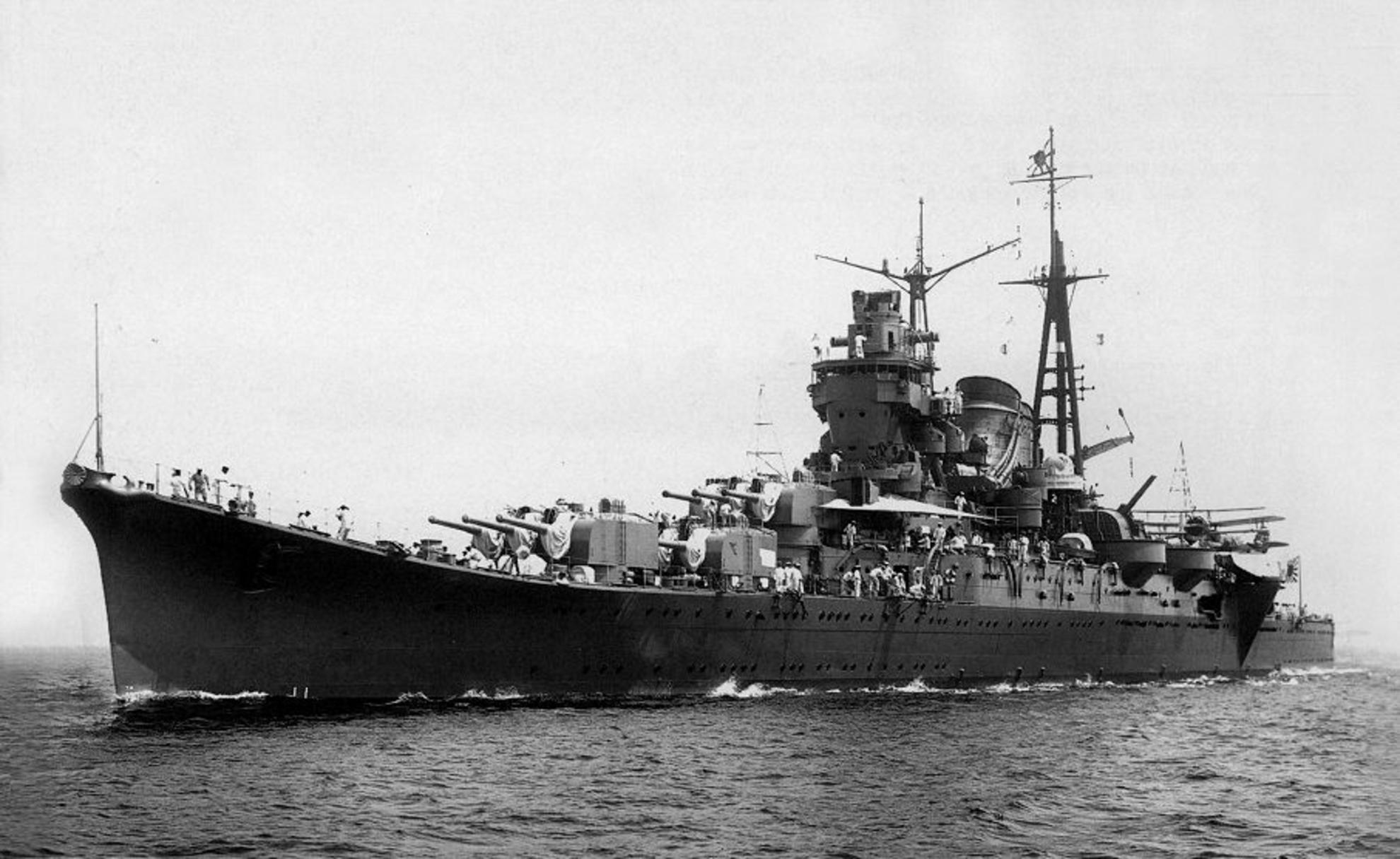
O Mogami em 1935

O Japão assinou o Tratado Naval de Londres em 1930, que restringiu o país a doze cruzadores pesados, limite já alcançado. Os japoneses assim encomendaram a Classe Mogami para aproveitar a tonelagem que ainda tinham disponíveis para a construção de cruzadores rápidos. As embarcações foram originalmente construídas com quinze canhões de 155 milímetros em cinco torres de artilharia triplas, porém foram projetadas para que essas armas fossem facilmente substituídas pelos canhões de 203 milímetros em torres duplas. O Japão abandonou os tratados internacionais em 1936 e a partir de 1939 os cruzadores da Classe Mogami passaram por modernizações que, entre outras modificações, substituiu sua bateria principal pelos canhões de 203 milímetros.
Participaram da ocupação da Cochinchina em julho de 1941 e em dezembro deram suporte para a invasão da Malásia. Em fevereiro de 1942 deram cobertura para a invasão da Sumatra, com o Mogami e o Mikuma lutando na Batalha do Estreito de Bunda. Os quatro fizeram parte de uma força aeronaval que em abril atacou forças britânicas no Oceano Índico, enquanto em junho foram designados para Batalha de Midway. O Mogami e o Mikuma foram alvos de ataques aéreos norte-americanos, resultando no afundamento do Mikuma. O Mogami depois disso passou por reformas que removeram suas torres de artilharia traseiras e as substituíram por instalações de hidroaviões. O Suzuya e o Kumano deram suporte no final do ano para a Campanha de Guadalcanal, participando das batalhas das Salomão Orientais e Ilhas Santa Cruz. Os navios passaram 1943 e 1944 movimentando-se entre bases em resposta a ações norte-americanas. Participaram da Batalha do Mar das Filipinas em junho de 1944 e da Batalha do Golfo de Leyte em outubro, quando o Mogami e o Suzuya foram afundados. O Kumano foi afundado no mês seguinte por ataques aéreos na Campanha das Filipinas.
| Navio         | Armas principais | Deslocamento | Propulsão                            | Serviço          | Serviço          | Serviço         | Serviço           |
| Navio         | Armas principais | Deslocamento | Propulsão                            | Batimento        | Lançamento       | Comissionamento | Destino           |
| ------------- | ---------------- | ------------ | ------------------------------------ | ---------------- | ---------------- | --------------- | ----------------- |
| Mogami (最上) | 10 × 203 mm      | 13 670 t     | 4 turbinas a vapor; 35 nós (65 km/h) | outubro de 1931  | março de 1934    | julho de 1935   | Afundado em 1944  |
| Mikuma (三隈) | 10 × 203 mm      | 13 670 t     | 4 turbinas a vapor; 35 nós (65 km/h) | dezembro de 1931 | maio de 1934     | agosto de 1935  | Afundado em 1942  |
| Suzuya (鈴谷) | 10 × 203 mm      | 13 670 t     | 4 turbinas a vapor; 35 nós (65 km/h) | dezembro de 1933 | novembro de 1934 | outubro de 1937 | Afundados em 1944 |
| Kumano (熊野) | 10 × 203 mm      | 13 670 t     | 4 turbinas a vapor; 35 nós (65 km/h) | abril de 1934    | outubro de 1936  | outubro de 1937 | Afundados em 1944 |

## ClasseTone

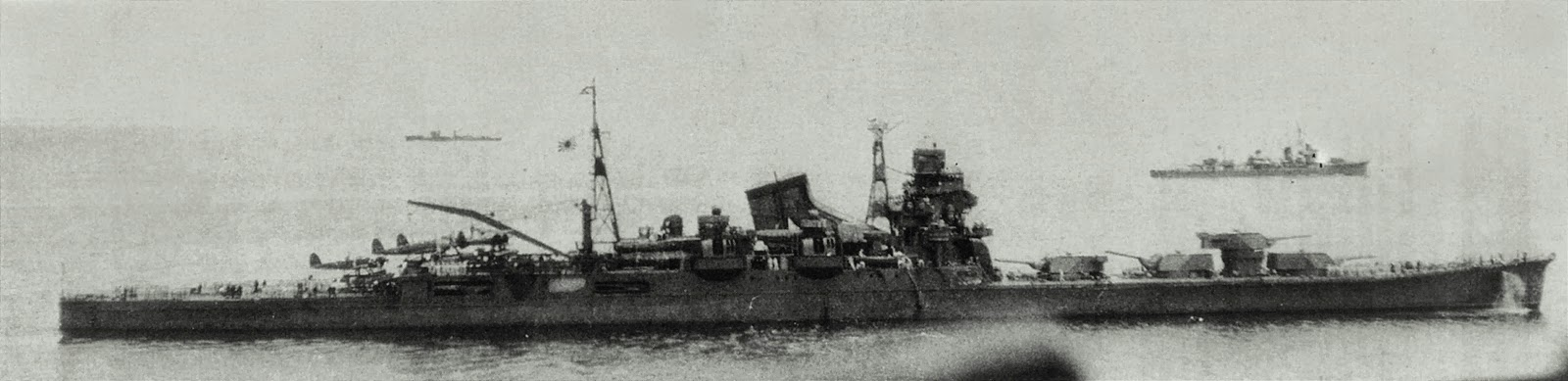
O Tone em 1942

O Tone e o Chikuma seriam originalmente os últimos membros da Classe Mogami, porém o Estado-Maior da Marinha Imperial alterou suas requisições durante a construção para que os navios atuassem como "cruzadores de reconhecimento" para seus porta-aviões. Consequentemente, essas embarcações tornaram-se uma classe separada, com sua bateria principal transferida inteiramente para a proa, deixando a popa dedicada exclusivamente para operações de hidroaviões. Os cruzadores também receberiam os canhões de 155 milímetros em torres triplas, porém foram trocadas pelas armas de 203 milímetros em torres duplas ainda durante a construção.
Os dois navios escoltaram os porta-aviões que realizaram o Ataque a Pearl Harbor em dezembro de 1941, proporcionando reconhecimento aéreo com seus hidroaviões, enquanto dias depois deram suporte para a Batalha da Ilha Wake. No início de 1942 eles apoiaram operações nas Índias Orientais Holandesas e para o Bombardeio de Darwin. Em abril proporcionaram reconhecimento aéreo para porta-aviões durante um ataque no Oceano Índico. Estiverem presentes na mesma função na Batalha de Midway em junho e no final do ano apoiaram a Campanha de Guadalcanal, incluindo as batalhas das Salomão Orientais e Ilhas Santa Cruz. As embarcações ficaram navegando entre bases pela maior parte de 1943 e 1944, muitas vezes em resposta a a operações norte-americanas. Ambos novamente proporcionaram reconhecimento na Batalha do Mar das Filipinas em junho de 1944 e na Batalha do Golfo de Leyte em outubro, com o Chikuma sendo afundado nesta última por aeronaves do porta-aviões USS Hornet. O Tone foi danificado por ataques aéreos em março de 1945 em Kure e depois afundado por mais ataques aéreos em julho. Seus destroços foram reflutuados em 1948 e desmontados.
| Navio          | Armas principais | Deslocamento | Propulsão                            | Serviço          | Serviço          | Serviço          | Serviço            |
| Navio          | Armas principais | Deslocamento | Propulsão                            | Batimento        | Lançamento       | Comissionamento  | Destino            |
| -------------- | ---------------- | ------------ | ------------------------------------ | ---------------- | ---------------- | ---------------- | ------------------ |
| Tone (利根)    | 8 × 203 mm       | 15 440 t     | 4 turbinas a vapor; 35 nós (65 km/h) | dezembro de 1934 | novembro de 1937 | novembro de 1938 | Desmontado em 1948 |
| Chikuma (筑摩) | 8 × 203 mm       | 15 440 t     | 4 turbinas a vapor; 35 nós (65 km/h) | outubro de 1935  | março de 1938    | maio de 1939     | Afundado em 1944   |

## ClasseIbuki
A Classe Ibuki foi projetada a partir das duas últimas embarcações da Classe Mogami, que receberam melhoramentos em relação aos dois primeiros navios ainda durante a construção. A principal diferença da Classe Ibuki em relação a seus predecessores é que ela seria armada com lançadores de torpedos quádruplos, diferentemente dos lançadores triplos dos cruzadores anteriores. Dois cruzadores foram encomendados no final de 1941 e suas construções começaram no início de 1942, porém o segundo navio foi cancelado menos de um mês depois do início de suas obras para liberar espaço para o porta-aviões Amagi, sem nunca ter recebido um nome. A construção da primeira embarcação, nomeada de Ibuki, continuou, porém as obras foram suspensas depois do seu lançamento em 1943. A Marinha Imperial chegou a considerar convertê-lo em um navio tanque, mas no final foi decidido convertê-lo em um porta-aviões rápido e os trabalhos se iniciaram em dezembro. A construção foi suspensa em março de 1945 para liberar obras de submarinos, com ele estando aproximadamente oitenta por cento completo. O inacabado Ibuki acabou desmontado depois do fim da guerra.
| Navio        | Armas principais | Deslocamento | Propulsão                            | Serviço       | Serviço      | Serviço         | Serviço                                        |
| Navio        | Armas principais | Deslocamento | Propulsão                            | Batimento     | Lançamento   | Comissionamento | Destino                                        |
| ------------ | ---------------- | ------------ | ------------------------------------ | ------------- | ------------ | --------------- | ---------------------------------------------- |
| Ibuki (伊吹) | 10 × 203 mm      | 14 830 t     | 4 turbinas a vapor; 35 nós (65 km/h) | abril de 1942 | maio de 1943 | —               | Convertido em porta-aviões; desmontado em 1946 |
| Nº 301       | 10 × 203 mm      | 14 830 t     | 4 turbinas a vapor; 35 nós (65 km/h) | junho de 1942 | —            | —               | Desmontado em 1942                             |

### Citações
1. ↑   Lacroix & Wells 1997, pp. 15–16, 52–53
2. ↑   Lacroix & Wells 1997, pp. 251–257
3. 1 2   Lacroix & Wells 1997, p. 58
4. 1 2 3   Hackett, Bob; Kingsepp, Sander (1 de setembro de 2020). «IJN Furutaka: Tabular Record of Movement». Combined Fleet. Consultado em 4 de novembro de 2021
5. 1 2 3   Hackett, Bob; Kingsepp, Sander (1 de setembro de 2020). «IJN Kako: Tabular Record of Movement». Combined Fleet. Consultado em 4 de novembro de 2021
6. 1 2 3   Whitley 1995, p. 167
7. ↑   Lacroix & Wells 1997, pp. 52–54
8. ↑   Lacroix & Wells 1997, pp. 68–70
9. 1 2 3 4   Hackett, Bob; Kingsepp, Sander (6 de abril de 2019). «IJN Aoba: Tabular Record of Movement». Combined Fleet. Consultado em 4 de novembro de 2021
10. 1 2 3   Hackett, Bob; Kingsepp, Sander (6 de abril de 2019). «IJN Kinugasa: Tabular Record of Movement». Combined Fleet. Consultado em 4 de novembro de 2021
11. 1 2 3   Whitley 1995, pp. 104, 109
12. ↑   Lacroix & Wells 1997, pp. 82–84
13. ↑   Lacroix & Wells 1997, p. 92
14. 1 2 3 4 5 6 7   Hackett, Bob; Kingsepp, Sander (1 de novembro de 2018). «IJN Myoko: Tabular Record of Movement». Combined Fleet. Consultado em 4 de novembro de 2021
15. 1 2 3 4 5   Hackett, Bob; Kingsepp, Sander (27 de julho de 2018). «IJN Nachi: Tabular Record of Movement». Combined Fleet. Consultado em 4 de novembro de 2021
16. 1 2 3 4 5 6   Hackett, Bob; Kingsepp, Sander (1 de dezembro de 2018). «IJN Haguro: Tabular Record of Movement». Combined Fleet. Consultado em 4 de novembro de 2021
17. 1 2 3 4 5   Hackett, Bob; Kingsepp, Sander (1 de outubro de 2018). «IJN Ashigara: Tabular Record of Movement». Combined Fleet. Consultado em 4 de novembro de 2021
18. 1 2 3   Whitley 1995, p. 173
19. 1 2 3 4   Patton 2006, pp. 36–48
20. ↑   Lacroix & Wells 1997, pp. 127–128
21. 1 2 3 4   Hackett, Bob; Kingsepp, Sander (29 de julho de 2019). «IJN Takao: Tabular Record of Movement». Combined Fleet. Consultado em 4 de novembro de 2021
22. 1 2 3 4   Hackett, Bob; Kingsepp, Sander (1 de novembro de 2019). «IJN Atago: Tabular Record of Movement». Combined Fleet. Consultado em 4 de novembro de 2021
23. 1 2 3 4   Hackett, Bob; Kingsepp, Sander (1 de maio de 2018). «IJN Chokai: Tabular Record of Movement». Combined Fleet. Consultado em 4 de novembro de 2021
24. 1 2 3 4   Hackett, Bob; Kingsepp, Sander (1 de novembro de 2019). «IJN Maya: Tabular Record of Movement». Combined Fleet. Consultado em 4 de novembro de 2021
25. ↑   Lacroix & Wells 1997, pp. 156–157, 434–435
26. ↑   Lacroix & Wells 1997, pp. 442–443
27. 1 2 3 4 5 6 7 8   Hackett, Bob; Kingsepp, Sander (1 de outubro de 2019). «IJN Mogami: Tabular Record of Movement». Combined Fleet. Consultado em 4 de novembro de 2021
28. 1 2 3 4 5   Hackett, Bob; Kingsepp, Sander (1 de julho de 2019). «IJN Mikuma: Tabular Record of Movement». Combined Fleet. Consultado em 4 de novembro de 2021
29. 1 2 3 4 5 6   Hackett, Bob; Kingsepp, Sander (1 de outubro de 2018). «IJN Suzuya: Tabular Record of Movement». Combined Fleet. Consultado em 4 de novembro de 2021
30. 1 2 3 4 5 6   Hackett, Bob; Kingsepp, Sander (1 de outubro de 2018). «IJN Kumano: Tabular Record of Movement». Combined Fleet. Consultado em 4 de novembro de 2021
31. 1 2 3   Patton 2006, pp. 47–52
32. ↑   Lacroix & Wells 1997, p. 503
33. 1 2 3   Hackett, Bob; Kingsepp, Sander (1 de maio de 2019). «IJN Tone: Tabular Record of Movement». Combined Fleet. Consultado em 4 de novembro de 2021
34. 1 2 3   Hackett, Bob; Kingsepp, Sander (1 de maio de 2019). «IJN Chikuma: Tabular Record of Movement». Combined Fleet. Consultado em 4 de novembro de 2021
35. 1 2 3   Lacroix & Wells 1997, pp. 511, 513, 823
36. 1 2   Lacroix & Wells 1997, pp. 540–541
37. ↑   Lacroix & Wells 1997, pp. 539–540
38. ↑   Lacroix & Wells 1997, p. 542
39. ↑   Jentschura, Jung & Mickel 1977, p. 87
40. ↑   Lacroix & Wells 1997, pp. 825–826
41. ↑   Lacroix & Wells 1997, p. 824